# Ducati Desmosedici RR
La Desmosedici RR è una motocicletta sportiva Ducati, presentata nel 2006 e prodotta in un numero ridotto di esemplari dal 2007 al 2008. Realizzata dal reparto Ducati Corse, questa moto è la versione stradale del prototipo da corsa Ducati Desmosedici, impiegato in classe MotoGP nel Motomondiale 2006 (la sigla RR ha infatti il significato di Race Replica).

## Il contesto
Il motore è un V4 a 90° definito a L, 989 cm³ di cilindrata, con 4 valvole per cilindro, doppio albero a camme desmodromico in testa (comandati a cascata di ingranaggi) e configurazione "Twin Pulse" a scoppi asimmetrici.
Quest'ultima caratteristica rende l'erogazione molto simile a quella di un bicilindrico accoppiando gli scoppi dei cilindri gemelli, a differenza della configurazione "Four Pulse".
Come tutta la moto, anche il propulsore è costruito con materiali speciali e leggerissimi: valvole e bielle in titanio, basamento e teste in lega d'alluminio fusi in terra, coperchi motore in magnesio fusi in terra. La potenza sviluppata, con scarichi aperti e centralina dedicata, supera i 200 cv a 13.800 giri al minuto.
Il cambio, a 6 marce, è completamente estraibile (caratteristica che permette la sostituzione e la modifica dei rapporti in modo rapido), mentre la frizione è multidisco a secco, completa di meccanismo antisaltellamento.
Il telaio è in traliccio di tubi in acciaio, all'epoca segno distintivo di tutte le Ducati, con l'aggiunta di piastre ricavate dal pieno. Il telaietto reggisella è in carbonio.
Il reparto ciclistica vanta, all'avantreno, una forcella Öhlins pressurizzata a steli rovesciati da 43 mm di diametro trattati al nitruro di titanio (TiN) per una maggior scorrevolezza, completamente regolabile (precarico molle, compressione ed estensione idraulica). Al retrotreno è presente un forcellone in alluminio scatolato, su cui lavora il monoammortizzatore Ohlins completamente regolabile (precarico molla, compressione ed estensione idraulica per alte e basse velocità). I cerchi Marchesini in magnesio forgiato, a 7 razze, calzano pneumatici Bridgestone appositamente creati per la Desmosedici RR.
L'impianto frenante è Brembo, e vanta una coppia di dischi da 330 mm all'anteriore, lavorati da pinze radiali monoblocco a 4 pistoncini (azionate da una pompa radiale), e da un singolo disco da 240 mm al posteriore, servito da una pinza a due pistoncini contrapposti.
Lo scarico, infine, è del cosiddetto tipo "a camino", quindi i gas fuoriescono da aperture praticate sul codino.
Il prezzo della moto era di 60.000 euro, nonostante ciò sono state tutte vendute le 1500 motociclette disponibili.